# Nederlandse kampioenschappen schaatsen afstanden 2021 - 3000 meter vrouwen
De 3000 meter vrouwen op de Nederlandse kampioenschappen schaatsen afstanden 2021 werd gereden op zaterdag 31 oktober in ijsstadion Thialf te Heerenveen. Er namen zestien schaatssters deel.
Esmee Visser was titelverdedigster na haar zege tijdens de NK afstanden 2020. Ze werd opgevolgd door Irene Schouten.

## Statistieken

### Uitslag
| #      | Schaatsster         | Tijd       |
| ------ | ------------------- | ---------- |
| Goud   | Irene Schouten      | 4.01.93    |
| Zilver | Reina Anema         | 4.04.28    |
| Brons  | Antoinette de Jong  | 4.04.53    |
| 4      | Carlijn Achtereekte | 4.06.71    |
| 5      | Ireen Wüst          | 4.06.82    |
| 6      | Joy Beune           | 4.08.01    |
| 7      | Merel Conijn        | 4.08.03 PR |
| 8      | Melissa Wijfje      | 4.08.27    |
| 9      | Evelien Vijn        | 4.08.81    |
| 10     | Esther Kiel         | 4.09.41    |
| 11     | Esmee Visser        | 4.09.55    |
| 12     | Aveline Hijlkema    | 4.09.77    |
| 13     | Sanne in 't Hof     | 4.12.47    |
| 14     | Roza Blokker        | 4.13.43    |
| 15     | Sterre Jonkers      | 4.17.66    |
| 16     | Ineke Dedden        | 4.18.54    |

Uitslag